# Буряк Зоя Юріївна
Зоя Юріївна Буряк (рос. Зоя Юрьевна Буряк; 6 листопада 1966, Красноярськ, РРФСР, СРСР) — радянська і російська акторка театру, кіно і дубляжу. Заслужена артистка Російської Федерації (2005).

## Біографія
Народилася 6 листопада 1966 в Красноярську. У 1971 році її родина переїхала до Одеси.
У 1985 році вступила до Ленінградського державного інституту театру, музики і кінематографії на курс Льва Додіна. Будучи студенткою, знялася в кількох епізодичних ролях, зокрема на Одеській кіностудії. 
У 1987 році була запрошена на роль Шури в кінокартину Олександра Прошкіна «Холодне літо п'ятдесят третього…». Акторці-початківиці роль принесла популярність.
У 1990 році закінчила інститут і була прийнята до трупи Ленінградського (нині Санкт-Петербурзького) державного молодіжного театру на Фонтанці.
Активно знімається в кіно і телесеріалах, зокрема — у низці українських фільмів.

## Фільмографія
- «Зелений фургон» (1983, дівчина в театрі (немає в титрах); Одеська кіностудія)
- «Комбати» (1983, медсестра у лікарні (немає в титрах); Одеська кіностудія)
- «Тепло рідного дому» (1983, колгоспниця (немає в титрах); Одеська кіностудія)
- «На мить озирнутися...» (1984, Маланка (немає в титрах); Одеська кіностудія)
- «Подвиг Одеси» (1985, Ніна Воскобойник; Одеська кіностудія)
- «На вістрі меча» (1986, епізод; Одеська кіностудія)
- «Пробач» (1986, епізод (немає в титрах)
- «Холодне літо п'ятдесят третього…» (1987, Шура, донька Лідії Матвіївни)
- «Донечка» (1987, Свєта, самотня мати з немовлям)
- «Штани» (1988, Женька, сержантка в СІЗО)
- «Васька» (1989, епізод)
- «Гу-га» (1989, епізод; Одеська кіностудія)
- «На знак протесту» (1989, Анєчка; Одеська кіностудія)
- «Двоє на голій землі» (1989, Люба, подруга Вітьки)
- «Найцінніше» (1990, к/м, мешканка села)
- «Міф про Леоніда» (1991, секретарка Вірочка)
- «Цар Іван Грозний» (1991, Паша, холопка)
- «По кому в'язниця плаче...» (1991, листоноша; «Аркадія», Одеська кіновідеостудія нового типу)
- «Рукопис» (1992)
- «Маленький гігант великого сексу» (1992, Лора, чарівна жінка)
- «Щоденник, знайдений у труні» (1993 Польща—Росія)
- «Лабіринт кохання» (1993)
- «Щасливий невдаха» (1993, Нюра, піонервожата)
- «Колесо кохання» (1994, Галя, продавчиня сала з України)
- «Життя і надзвичайні пригоди солдата Івана Чонкіна» (1994, Нюра)
- «Колечко золоте, букет з червоних троянд» (1994, Степаніда, куховарка)
- «Фатальні яйця» (1995, Дуня)
- «Прибуття поїзда» (1995, повія Льоля)
- «Будемо жити!» (1995, Нюша, дружина Максима; Україна)
- «Особливості національного полювання» (1995, доярка)
- «Операція „З Новим роком!“» (1996, Зоя)
- «Зимова вишня 3» (1995, т/с; Ніна, дружина Віктора)
- «Сильна, мов смерть, любов» (1996, Ольга)
- «У тій країні» (1997, Раїса)
- «Блокпост» (1998, Аліса, слідча)
- «Тоталітарний роман» (1998, епізод)
- «Хочу до в'язниці» (1998, відвідувачка кафе)
- «У дзеркалі Венери» (1999, т/с; Рита)
- «З новим щастям!» (1999, т/с; Наташа)
- «Будинок Надії» (2000, т/с)
- «Російський бунт» (2000, попадя)
- «Ключі від смерті» (2001, т/с; мати Аліси)
- «Агент національної безпеки» (2001, т/с; сержантка Сабанєєва)
- «Ідеальна пара» (2001, банківська службовиця)
- «Механічна сюїта» (2001, продавчиня пива на станції)
- «Срібне весілля» (2001, Надя)
- «Чорний ворон» (2001—2004, т/с; Нійоле, дружина Юозаса)
- «Дружна родина» (2002, т/с; Аврора Кукушкіна, далека родичка Марини)
- «Лише раз…» (2002, т/ф; Надія Демченко)
- «Ха!» (2002, т/ф, кіноальманах)
- «Пані Перемога» (2002, т/ф; секретарка)
- «Агентство» (2002, т/ф; мамзель, вчителька етикету)
- «Тріо» (2002, Клавдія Агапова, дружина Миколи Єгоровича)
- «Недовгі історії» (2002—2003, т/с)
- «Убивча сила 4» (2002—2003, т/с, Снігуронька)
- «Дільниця» (2003, т/с; Юля Юлюкіна)
- «Лінії долі» (2003, т/с; Ольга, дружина Андрія Щуркова)
- «Танцюрист» (2003, т/с; офіціантка)
- «Особливості національної політики» (2003, секретарка Зоїнька)
- «Вулиці розбитих ліхтарів 5» (2003, т/с; Олена)
- «Пішла» (2003, к/м)
- «Рагін» (2004, Саня, санітарка)
- «Даша Васильєва. Любителька приватного розшуку 3» (2004т/с; Галя)
- «Далекобійники 2» (2004, т/с; Аня (2 серія)
- «Легенда про Тампука» (2004, т/с; Грудаченко)
- «Іванов і Рабінович» (2004, т/с; Тамара Сергіївна, інспекторка СЕС)
- «Чоловіки не плачуть» (2004—2005, т/с; Рая Рунг)
- «Обережно, Задов! або Пригоди прапорщика» (2004—2005, т/с; мати підкидня)
- «Родина» (2005, т/с; Роза)
- «Фаворський» (2005, т/с; Мінаєва)
- «Ріелтор» (2005, т/с; Танчура, "приживалка")
- «Велика прогулянка» (2005, т/с; Валя, асистентка)
- «Єсенін» (2005, т/с; епізод, покоївка в будинку О.О.Блока (немає в титрах)
- «Веселі сусіди» (2006, т/с; Наташа Кукушкіна)
- «Російські гроші» (2006, т/с; Євлампія Миколаївна Купавіна, молода багата вдова)
- «Сонька — Золота Ручка» (2007, т/с, Євдокія, мачуха Соньки)
- «Злочин і кара» (2007, т/с; Настасья)
- «ДАЇшники» (2008, т/с; касирка в супермаркеті; Росія—Україна)
- «Брати» (2007, т/с; няня Галина Миколаївна)
- «Марш Турецького» (2007, т/с, 4 сезон; Катя)
- «Гітлер капут!» (2008, сутенерка)
- «Ми з майбутнього» (2008, Клава)
- «Акме» (2008, продавчиня)
- «Коли не вистачає кохання» (2008, Людмила Астахова)
- «Ой, мамочки…» (2008, Поліна; реж. В. Криштофович, Україна)
- «Сукня від кутюр» (2008, Лідусік)
- «Пагорби і рівнини» (2008, Ніна, дружина Миколи; реж. О. Єрофєєва, Україна)
- «Приборкання норовливих» (2009, Зоя)
- «Вердикт» (2009, т/с; Ельвіра Віталіївна, прокурорка)
- «Одну тебе люблю» (2009, т/с; Дунька)
- «Агент особливого призначення» (2010—2012, т/с; Шурка)
- «Ми з майбутнього 2» (2010, Клава)
- «Дім біля великої річки» (2010, т/с; Зоя Калинчева)
- «Стомлені сонцем 2: Цитадель» (2011, Катя Мохова)
- «Кохання і розлука» (2011, т/с; тітка Дуся, мати Анфіси)
- «Товариші поліцейські» (2011, т/с (серія № 27 «Інтуїція»), Новікова)
- «Чужий район» (2012, т/с; Алевтина Олександрівна, комендантка гуртожитку)
- «Каби я була цариця...» (2012, т/с; Тамара Істоміна)
- «Як на зло Сибір» (2012, Галина Карпова)
- «Прихильниця» (2012, Пелагея, прислуга Авілових)
- «Хмуров» (2012, т/с; Зоя)
- «Горюнов» (2013, Глафіра, дружина комдива)
- «Кохання з першого подиху» (2013, Тетяна Георгіївна, комендантка)
- «Колишня дружина» (2013, т/с; Віра Павлівна Ляхова)
- «Чужий район 2» (2013, т/с; Алевтина Олександрівна, комендантка гуртожитку)
- «Царівна Лягушкіна» (2013, т/с; Ніна Павлівна, директор фабрики)
- «Команда» (2013—2014, т/с; Людмила Григорівна, дружина Гаврилова
- «Чужий район 3» (2013—2014, т/с; Алевтина Олександрівна, комендантка гуртожитку)
- «Тест на вагітність» (2014, т/с; епізод (немає в титрах)
- «Погоня за трьома зайцями» (2015, службовиця у галереї)
- «Замок» (2015, Господиня заїжджого двору)
- «Людмила Гурченко» (2015, т/с; Роза, сусідка)
- «Сімейний альбом» (2015, т/с; Маняша (Марія Михайлівна), хатня робітниця Колокольцевих)
- «Слідчий Тихонов» (2016, т/с; Надія Петрівна Семенова)
- «Криниця забутих бажань» (2016, т/с; Віра Ігнатівна, колега Вероніки)
- «Десь на краю світу» (2017, т/с; Таня)
- «День до» (2018, мама Роми (новела «Рома і Юля»)
- «Алібі» (2018, т/с; Гусєва, директор школи)
- «Курча смажене» (2019, т/с; Фрося)
- «Бар „На груди“ 2» (2019, т/с; Ладислава)
- «Дилди-2» (2021, Надя)
- «Воскресенський» (2021, т/с; мати Лізи)
- «Коли закінчиться лютий» (2021, т/с; Шура)
- «Докази з минулого. Індійська наречена» (2021, т/с; Матрьона, куховарка)
- «Галка» (2022, т/с; Тамара)
- «Доля за книгою змін» (2022, т/с; Вероніка, клієнтка Емілії Поліванової)
- «Таксі під прикриттям» (2022, т/с; тітка Таня)
- «Шаляпін» (2023, т/с; Лідія Родіонівна, няня)
- «Дорога до щастя» (2023, т/с; Галина, мати Вовки)
- «Рецепт на кохання» (2023, т/с; Люба) та ін.